# Lijst van nummers van Muse
Deze pagina (Lijst van nummers van Muse) bevat de nummers die de Britse rockband Muse heeft uitgebracht of tijdens concerten heeft gespeeld.

## #
- [Drill Sergeant], afkomstig van het zevende studioalbum Drones
- [JFK], afkomstig van het zevende studioalbum Drones

## 0-9
- The 2nd Law: Isolated System, afkomstig van het zesde studioalbum The 2nd Law
- The 2nd Law: Unsustainable, afkomstig van het zesde studioalbum The 2nd Law

## A
- Aftermath, afkomstig van het zevende studioalbum Drones
- Agitated, B-kant van Uno
- America, cover van Leonard Bernstein
- Animals, afkomstig van het zesde studioalbum The 2nd Law
- Apocalypse Please, afkomstig van het derde studioalbum Absolution
- Ashamed, B-kant van Sunburn
- Assassin, afkomstig van het vierde studioalbum Black Holes and Revelations

## B
- Back in Black, cover van AC/DC
- Backdoor, afkomstig van de eerste demo This Is a Muse Demo
- Balloonatic, alternatieve naam voor Twin
- Bedroom Acoustics, B-kant van Plug In Baby
- Big Freeze, afkomstig van het zesde studioalbum The 2nd Law
- Blackout, afkomstig van het derde studioalbum Absolution
- Bliss, afkomstig van het tweede studioalbum Origin of Symmetry
- Boredom, afkomstig van de tweede demo
- Butterflies and Hurricanes, afkomstig van het derde studioalbum Absolution

## C
- Can't Take My Eyes Off You, cover van The Four Seasons
- Cave, afkomstig van het eerste studioalbum Showbiz
- Citizen Erased, afkomstig van het tweede studioalbum Origin of Symmetry
- City of Delusion, afkomstig van het derde studioalbum Black Holes and Revelations
- Coma, afkomstig van de eerste extended play Muse
- Con-Science, B-kant van Muscle Museum
- Crying Shame, B-kant van Supermassive Black Hole
- Cut Me Down, een nummer dat nooit op een officiële uitgave is verschenen

## D
- Darkshines, afkomstig van het tweede studioalbum Origin of Symmetry
- Dead Inside, afkomstig van het zevende studioalbum Drones
- Dead Star, afkomstig van de single Dead Star/In Your World
- Defector, afkomstig van het zevende studioalbum Drones
- Dig Down, kwam uit op 18 mei 2017
- Do We Need This, B-kant van Uno en Muscle Museum
- Dracula Mountain, cover van Lightning Bolt
- Drones, afkomstig van het zevende studioalbum Drones

## E
- Easily, B-kant van Starlight
- Emotion Coming, een nummer dat nooit op een officiële uitgave is verschenen
- Endlessly, afkomstig van het derde studioalbum Absolution
- Escape, afkomstig van het eerste studioalbum Showbiz
- Eternally Missed, B-kant van Hysteria
- Execution Commentary, B-kant van Plug In Baby
- Exo-Politics, afkomstig van het vierde studioalbum Black Holes and Revelations
- Exogenesis: Symphony Part 1 (Overture), afkomstig van het vijfde studioalbum The Resistance
- Exogenesis: Symphony Part 2 (Cross-Pollination), afkomstig van het vijfde studioalbum The Resistance
- Exogenesis: Symphony Part 3 (Redemption), afkomstig van het vijfde studioalbum The Resistance
- Explorers, afkomstig van het zesde studioalbum The 2nd Law

## F
- Falling Away with You, afkomstig van het derde studioalbum Absolution
- Falling Down, afkomstig van het eerste studioalbum Showbiz
- Falling with the Crowd, afkomstig van de tweede demo
- Fashionless, een nummer dat nooit op een officiële uitgave is verschenen
- Feed, afkomstig van de eerste demo This Is a Muse Demo
- Feeling Good, cover van Anthony Newley en Leslie Bricusse
- Fillip, afkomstig van het eerste studioalbum Showbiz
- Follow Me, afkomstig van het zesde studioalbum The 2nd Law
- Forameus, afkomstig van de tweede demo
- Forced In, B-kant van Uno
- Fury, B-kant van Sing for Absolution en bonustrack van de Japanse editie van Absolution
- Futurism, bonustrack van de Japanse editie van Origin of Symmetry

## G
- The Gallery, B-kant van Bliss
- The Globalist, afkomstig van het zevende studioalbum Drones
- Glorious, B-kant van Invincible en bonustrack van de Japanse editie van Black Holes and Revelations
- The Groove, B-kant van Time Is Running Out
- Guiding Light, afkomstig van het vijfde studioalbum The Resistance

## H
- The Handler, afkomstig van het zevende studioalbum Drones
- Hate This & I'll Love You, afkomstig van het eerste studioalbum Showbiz
- Hidden track, verborgen nummer op de dvd van de single Starlight
- Hoodoo, afkomstig van het vierde studioalbum Black Holes and Revelations
- Host, B-kant van Cave
- House of the Rising Sun, cover van Georgia Turner en Bert Martin
- Hyper Chondriac Music, B-kant van Bliss
- Hyper Music, afkomstig van de single Hyper Music/Feeling Good
- Hysteria, afkomstig van het derde studioalbum Absolution

## I
- I Belong to You [New Moon Remix], afkomstig van The Twilight Saga: New Moon: Original Motion Picture Soundtrack
- I Belong to You (+Mon Cœur S'ouvre à Ta Voix), afkomstig van het vijfde studioalbum The Resistance
- In Your World, afkomstig van de single Dead Star/In Your World
- Instant Messenger, alternative versie van het nummer Pink Ego Box
- Interlude, afkomstig van het derde studioalbum Absolution
- Intro, afkomstig van het derde studioalbum Absolution
- Invincible, afkomstig van het vierde studioalbum Black Holes and Revelations

## J
- Jigsaw Memory, afkomstig van de eerste demo This Is a Muse Demo
- Jimmy Kane, B-kant van Uno

## K
- Knights of Cydonia, afkomstig van het vierde studioalbum Black Holes and Revelations

## L
- Liquid State, afkomstig van het zesde studioalbum The 2nd Law

## M
- Madness, afkomstig van het zesde studioalbum The 2nd Law
- Man of Mystery, cover van The Shadows
- Map of the Problematique, afkomstig van het vierde studioalbum Black Holes and Revelations
- Map of Your Head, B-kant van New Born
- Megalomania, afkomstig van het tweede studioalbum Origin of Symmetry
- Mercy, afkomstig van het zevende studioalbum Drones
- Micro Cuts, afkomstig van het tweede studioalbum Origin of Symmetry
- Minimum, B-kant van Muscle Museum
- MK Ultra, afkomstig van het vijfde studioalbum The Resistance
- Muscle Museum, afkomstig van het eerste studioalbum Showbiz

## N
- Nature_1, B-kant van Plug In Baby
- Neutron Star Collision (Love Is Forever), afkomstig van de soundtrack van de film The Twilight Saga: Eclipse
- New Born, afkomstig van het tweede studioalbum Origin of Symmetry
- Nishe, B-kant van Unintended

Nights of cydonia

## O
- Overdue, afkomstig van het eerste studioalbum Showbiz

## P
- Panic Station, afkomstig van het zesde studioalbum The 2nd Law
- Piano Thing, B-kant van New Born
- Pink Ego Box, B-kant van Muscle Museum
- Please, Please, Please, Let Me Get What I Want, cover van The Smiths
- Plug In Baby, afkomstig van het tweede studioalbum Origin of Symmetry
- Pointless Loss, een niet uitgebracht nummer
- Popcorn, cover van Gershon Kingsley en B-kant van Resistance
- Prague, B-kant van Resistance
- Prelude, afkomstig van het zesde studioalbum The 2nd Law
- Psycho, afkomstig van het zevende studioalbum Drones

## R
- Rain, afkomstig van de tweede demo
- Reapers, afkomstig van het zevende studioalbum Drones
- Recess, B-kant van Unintended
- Resistance, afkomstig van het vijfde studioalbum The Resistance
- Revolt, afkomstig van het zevende studioalbum Drones
- Ruled by Secrecy, afkomstig van het derde studioalbum Absolution

## S
- Save Me, afkomstig van het zesde studioalbum The 2nd Law
- Screenager, afkomstig van het tweede studioalbum Origin of Symmetry
- Shine, B-kant van Hyper Music/Feeling Good
- Shine Acoustic, afkomstig van de Hullabaloo Soundtrack
- Showbiz, afkomstig van het eerste studioalbum Showbiz
- Shrinking Universe, B-kant van New Born
- Sign “☮” the Times, cover van Prince
- Sing for Absolution, afkomstig van het derde studioalbum Absolution
- Sling, afkomstig van de eerste demo This Is a Muse Demo
- Small Minded, een niet uitgebracht nummer
- The Small Print, afkomstig van het derde studioalbum Absolution
- Soaked, een niet uitgebracht nummer (verscheen later op het album For Your Entertainment van Adam Lambert)
- Sober, afkomstig van het eerste studioalbum Showbiz
- Soldier's Poem, afkomstig van het vierde studioalbum Black Holes and Revelations
- Space Dementia, afkomstig van het tweede studioalbum Origin of Symmetry
- Spiral Static, B-kant van Plug In Baby en bonustrack van de Japanse editie van Showbiz
- Starlight, afkomstig van het vierde studioalbum Black Holes and Revelations
- Stockholm Syndrome, afkomstig van het derde studioalbum Absolution
- Sunburn, afkomstig van het eerste studioalbum Showbiz
- Supermassive Black Hole, afkomstig van het vierde studioalbum Black Holes and Revelations
- Supremacy, afkomstig van het zesde studioalbum The 2nd Law
- Survival, afkomstig van het zesde studioalbum The 2nd Law

## T
- Take a Bow, afkomstig van het vierde studioalbum Black Holes and Revelations
- Thought Contagion, uitgebracht in 2018
- Thoughts of a Dying Atheist, afkomstig van het derde studioalbum Absolution
- Time Is Running Out, afkomstig van het derde studioalbum Absolution
- Tourette's, cover van Nirvana
- A Turn to Stone, een nummer dat nooit op een officiële uitgave is verschenen
- Twin, afkomstig van de tweede demo

## U
- Undisclosed Desires, afkomstig van het vijfde studioalbum The Resistance
- Unintended, afkomstig van het eerste studioalbum Showbiz
- United States of Eurasia, afkomstig van het vijfde studioalbum The Resistance
- Unnatural Selection, afkomstig van het vijfde studioalbum The Resistance
- Uno, afkomstig van het eerste studioalbum Showbiz
- Uprising, afkomstig van het vijfde studioalbum The Resistance

## W
- Weakening Walls, een nummer dat nooit op een officiële uitgave is verschenen
- We Are the Universe, intromuziek die afgespeeld werd tijdens concerten die onderdeel waren van The Resistance Tour
- Where the Streets Have No Name, cover van U2
- Who Knows Who, B-kant van Uprising
- Who Knows, Who Cares, een nummer dat nooit op een officiële uitgave is verschenen
- Won't Stand Down

## Y
- Yellow Regret, een nummer dat nooit op een officiële uitgave is verschenen
- Yes Please, B-kant van Sunburn
- You Fucking Motherfucker, hidden track op de single Starlight